# Бурзянский район
Бурзя́нский райо́н (баш. Бөрйән районы) — административно-территориальная единица (район) и муниципальное образование (муниципальный район) в её границах под наименованием муниципальный район Бурзянский район (баш. Бөрйән районы муниципаль районы) в составе Республики Башкортостан Российской Федерации.
Административный центр: село Старосубхангулово, находится в 340 км от столицы республики города Уфы.

## Географическое положение
Расположен в наименее освоенной центральной части Южного Урала.
Площадь территории муниципального района 4442 км².
Территория района упирается на востоке в водораздельный хребет Уралтау, на западе в хребет Калу. Между ними лежат хребты Крака и Юрматау (высота 850-1040 м). Почти посередине территории района с севера на юго-запад протекает река Белая, по западной окраине — река Нугуш. В недрах выявлены залежи барита, строительного камня, кровельных сланцев, кирпичного сырья, песка, мергеля, доломита, магнезита, которые в геологическом отношении недостаточно изучены.
Из-за гористого рельефа, бедных, маломощных грубоскелетных почв и высокой облесенности территории площадь сельскохозяйственных угодий составляет лишь 41,3 тыс. га (9,3 % территории района), в том числе пашни 8 тыс. га. Сельское хозяйство имеет узкую скотоводческую (мясо-молочную) специализацию на базе естественных кормовых угодий. Сильно развито пчеловодство. Площадь лесов 208,1 тыс. га, запасы древесины 45,5 м³, из них 16,5 млн м³ хвойных пород, в том числе спелой и перестройной 36,8 млн м³, из них 9,7 млн м³ хвойных пород.
Значительную часть территории района занимают заповедники: Башкирский и «Шульган-Таш».

## Рельеф и геологическое строение
Рельеф района преимущественно низкогорный, сильно расчленённый, представлен меридионально вытянутыми хребтами и межгорными понижениями. Территория района ограничивается на востоке водораздельным хребтом Уралтау, на западе хребтом Калу, между которыми лежат хребты Крака и Юрматау (858 м) высотой 850-1040 м. Наиболее значительными также являются хребты Ардакты, Базал (868 м). Наивысшей точкой района является гора Масим (1040 м). Южная граница зоны передовых хребтов Башкирского поднятия проходит по широтному отрезку р. Белой.
Водораздельные возвышенности, сложенные слюдяными сланцами, имеют форму увалов высотой 600-700 м. В полосе развития слюдяно-кварцевых сланцев и кварцитов водоразделы представляют собой узкие хребты высотой до 800 м. Между водораздельными хребтами зоны Уралтау расположены межгорные понижения, приуроченные к нестойким породам. Хребет Уралтау представляет собой систему параллельных гряд, увалов и сопок, отделяющихся друг от друга широкими, мягко очерченными понижениями, вмещающими верховья речных долин. Эти межгорные понижения приурочены преимущественно к карбонатным и песчано-глинистым породам и отличаются от межгорных депрессий центральной части более сложным рельефом.
В Бурзянском районе выровненные поверхности междуречий полого наклонены к югу: в северной части (бассейн р. Каны) абсолютные высоты водоразделов не превышают 600-640 м, южнее они понижаются до 540-500 м. Плоские водораздельные поверхности расчленены речной сетью, глубина врезания рек и ручьев увеличивается от верховьев рек к устью рек Каны и Белой. При этом имеются небольшие площадки пойм первой и второй надпойменных террас. На поверхность выровненных междуречий выходят коренные породы, перекрытые маломощными элювиальными супесями.
Массиву Крака, расположенному на левобережье реки Белой к югу от г. Белорецка между Башкирским поднятием и водораздельным хребтом Уралтау, характерен низкогорный денудационный структурно-литоморфный рельеф. Наиболее высокие части массива имеют абсолютные высоты 700-750 м. Водоразделы имеют форму гребней, сильно расчленённых сетью рек, с глубокими долинами и со скалистыми крутыми склонами. Северные склоны водораздельных гряд залесены, южные безлесные, с частыми скальными останцами коренных пород и каменными россыпями.
В результате распространения известняковых отложений район изобилует карстовыми явлениями: провальными воронками, сухими долинами и пещерами. Таких карстовых образований много по обеим берегам рек Белой, Нугуш и др. Из пещер самой большой популярностью пользуется пещера Шульган-Таш (Капова), в которой обнаружена древняя наскальная живопись.
Таким образом, рельеф района можно назвать низкогорным, денудационным, сильно расчленённым долинами рек и ручьев.

## Климат
Главными климатообразующими факторами на территории района являются количество солнечной радиации, положение относительно постоянно действующих барических центров, циркуляция атмосферных воздушных масс и характер подстилающей поверхности. При средних условиях облачности максимальное значение суммарной радиации достигает в июне, минимальное в декабре. Средняя продолжительность солнечного сияния составляет более 1888 часов. Из них на тёплый период приходится в среднем 1472 часа и 351 час на холодный период. На территорию района, в зависимости от сезона года, влияние оказывают такие барические центры, как Исландский минимум (действует круглогодично, приносит влагу), Северо-Монгольский максимум (действует с ноября по март, обуславливает сухую морозную погоду), Арктический центр постоянно высокого давления (основное влияние оказывает в холодное время года и в межсезонье, вызывает резкие похолодания, ранние и поздние заморозки), Азорский максимум (устанавливает на короткое время теплую сухую погоду) и Среднеазиатская область высокого давления (оказывает влияние в теплое время года, принося засуху). На формирование климата влияние оказывают также большая удалённость от морских акваторий, наличие меридионально направленных хребтов Башкирского Урала и абсолютная высота местности. В отличие от других участков республики, специфическими факторами формирования климата на территории района являются его положение в горно-лесной местности с сильно пересечённым рельефом и преимущественно на западном склоне Южного Урала, где сказывается барьерный эффект. В зависимости от вышеперечисленных факторов здесь формируется континентальный тип климата с относительно теплым летом, продолжительной холодной зимой и достаточным увлажнением.
Среднегодовая температура воздуха составляет +0,5º С.
Среднегодовая амплитуда колебания температуры воздуха на территории района 33º С, при этом абсолютная максимальная температура достигает плюс 40º С, минимальная минус 46º С. Средние даты перехода среднесуточной температуры воздуха через 0º С приходятся: весной на 9 апреля, осенью на 20-22 октября; через 10º С: весной — на 10-20 мая и осенью — на 2-12 сентября. Продолжительность периода с температурой выше 10º С составляет 110-120 дней, а сумма активных температур за этот же период колеблется от 1550 до 1750º С. Устойчивые морозы в среднем устанавливаются 4-6 ноября и прекращаются 25-27 марта, формируя тем самым продолжительность безморозного периода в среднем 80-90 дней.
За год на территории района выпадает около 550-650 мм осадков, в т. ч. 350-450 мм за теплый период и 140-220 мм за холодный период.
Распределение осадков во времени и в пространстве неравномерное. Максимальное количество осадков выпадает в июле, минимальное в январе. Наиболее увлажнена западная, и в частности северо-западная части района. Осадки холодного периода года образуют устойчивый снежный покров высотой 60-75 см, который в среднем за год наблюдается 160-170 дней. Влагообеспеченность вегетационного периода достаточная (ГТК Селянинова 1,35-1,60).
Ветровой режим района типичный для территории республики и определяется атмосферной циркуляцией и влиянием Уральских гор. В течение года преобладают ветры южного и юго-западного направлений. В розе ветров по сезонам года наблюдается изменение их направлений: если в холодный период преобладают юго-западные и западные ветры, то в теплое время года они меняют своё направление в основном на северное. Повторяемость штилей за год составляет около 30 % от общего числа наблюдений, при этом наибольшее число дней без ветра приходится на зимний период. Средняя скорость ветра составляет 2-3 м/сек., в среднем наблюдается 24 дня с сильным ветром.
Для климата района характерна четкая выраженность сезонов года. Наибольшей продолжительностью характеризуется зима (в среднем 149 дней), которая начинается с момента установления снежного покрова (первая декада ноября) и заканчивается с появлением первых проталин (третья декада марта). Весна достаточно продолжительная, длится около 76 дней и отличается частыми и резкими изменениями погодных условий. Летний сезон окончательно устанавливается в середине июня и продолжается чуть более 2 месяцев (66 дней). Небольшая его продолжительность обусловлена достаточно ранними первыми заморозками в воздухе. Осень достаточно продолжительная, длится около 74 дней. Характеристики других климатических явлений (среднее количество дней с грозой, градом, туманами и др.) не отличаются от среднереспубликанских показателей.

## Внутренние воды
Рельеф района преимущественно низкогорный, сильно расчленённый, представлен меридионально вытянутыми хребтами и межгорными понижениями. Территория района ограничивается на востоке водораздельным хребтом Уралтау, на западе хребтом Калу, между которыми лежат хребты Крака и Юрматау (858 м) с абсолютными высотами 850—1040 м. Наиболее значительными являются также хребты Ардакты, Базал (868 м). Наивысшей точкой района является г. Масим (1040 м). Южная граница зоны передовых хребтов Башкирского поднятия проходит по широтному отрезку р. Белой.
Водораздельные возвышенности, сложенные слюдяными сланцами, имеют форму увалов высотой 600-700 м. В полосе развития слюдяно-кварцевых сланцев и кварцитов водоразделы представляют собой узкие хребты высотой до 800 м. Между водораздельными хребтами зоны Уралтау расположены межгорные понижения, приуроченные к нестойким породам. Хребет Уралтау представляет собой систему параллельных гряд, увалов и сопок, отделяющихся друг от друга широкими, мягко очерченными понижениями, вмещающими верховья речных долин. Эти межгорные понижения приурочены преимущественно к карбонатным и песчано-глинистым породам и отличаются от межгорных депрессий центральной части более сложным рельефом.
В Бурзянском районе выровненные поверхности междуречий полого наклонены к югу: в северной части (бассейн р. Каны) абсолютные высоты водоразделов не превышают 640-600 м, южнее они понижаются до 540-500 м. Плоские водораздельные поверхности расчленены речной сетью, глубина врезания рек и ручьев увеличивается от верховьев рек к устью рек Каны и Белой. При этом имеются небольшие площадки пойм первой и второй надпойменных террас. На поверхность выровненных междуречий выходят коренные породы, перекрытые маломощными элювиальными супесями.

## Растительный и животный мир
Согласно схеме геоботанического районирования Бурзянский район относится к зоне бореальных лесов Уралтауского района сосново-берёзовых лесов с лиственницей среднегорий Южного Урала и к зоне Юмагузинско-Зилаирского района сосново-широколиственных лесов Зилаирского плато. На крайнем западе района располагается Нугушско-Урюкский район хвойно-широколиственных лесов низкогорий западного склона Южного Урала.
В сочетании с сосняками широкотравными, сосняками остепнёнными и зеленомошными в районе развиты сосновые и лиственные леса с вейником лесным, коротконожкой перистой, костяникой, осокой пальчатой, папоротником орляком, фиалкой волосистой, скердой сибирской, медуницей мягкой. Встречаются также широколиственные липово-кленово-дубово-снытевые леса в сочетании с дубняками остепненными, вторичные берёзовые и осиновые леса на месте сосновых и лиственных. В поймах рек растёт осокорь (чёрный тополь), а также белый тополь, ива, черёмуха, ольха.
Леса занимают 374 тыс. Га. Лесистость территории при этом составляет 84,15 %, что является максимальным показателем для республики. На 01.01.2012 лесопокрытая площадь с преобладанием хвойных пород занимала 117,9 тыс. га, с преобладанием твердолиственных пород 17,7 тыс. га. Лесной фонд состоит из сосны (32 %), берёзы (32 %), осины (19 %), липы (8 %), дуба (4 %) и прочих древесных пород.
Разнообразие ландшафтов, географическое положение и исторически сложившиеся связи с европейской частью России и Сибирью определили богатство и разнообразие животного мира Республики Башкортостан, на территории которой в настоящее время отмечено 439 видов хордовых, в т. ч. 47 видов рыб, 10 видов земноводных, 10 видов пресмыкающихся, 296 видов птиц и 76 видов млекопитающих.
По зоогеографическому районированию территория района относится к Южно-Уральскому горно-лесному округу Европейской лесостепной провинции Европейско-Сибирской области.
Большинство видов животных, отмеченных на территории республики, постоянно обитает или встречается в период миграций, кочёвок в пределах административных границ района.
Наиболее значимыми в хозяйственном отношении видами являются лось, медведь, кабан, волк, заяц-беляк, куница, лисица, енотовидная собака, барсук, норка американская, бобр, ондатра, белка, хорь лесной, глухарь, тетерев, рябчик, вальдшнеп, представители семейства утиные. На территории района отмечено гнездование беркута и орла-могильника.
Часть из выше перечисленных видов в настоящее время находятся под охраной на охраняемых природных территориях РБ.
В Башкортостане законодательно защищено 112 видов животных, среди которых 7 видов рыб, 3 видов земноводных, 6 видов пресмыкающихся, 49 видов птиц, 18 видов млекопитающих.

## История
Бурзянский район был образован 20 августа 1930 года, когда согласно постановлению президиума ВЦИК было ликвидировано разделение БАССР на кантоны и образовано 48 районов.
Название района связано с племенем бурзян, одним из наиболее крупных и древних в составе башкирского народа. По архивным источникам второй половины XIX века, потомков бурзян насчитывалось 50-55 тыс. человек.

## Население
| 1989    | 2002    | 2008    | 2009    | 2010    | 2012    | 2013    | 2014    | 2015    |
| ------- | ------- | ------- | ------- | ------- | ------- | ------- | ------- | ------- |
| 14 072  | ↗16 839 | ↗17 755 | ↗17 920 | ↘16 698 | ↘16 641 | ↘16 636 | ↘16 536 | ↘16 465 |
| 2016    | 2017    | 2021    |         |         |         |         |         |         |
| ↗16 489 | ↗16 559 | ↗17 582 |         |         |         |         |         |         |

Согласно прогнозу Минэкономразвития России, численность населения будет составлять:
- 2024 — 17,77 тыс. чел.
- 2035 — 19,23 тыс. чел.

### Национальный состав
Согласно Всероссийской переписи населения 2010 года: башкиры — 96,2 %, русские — 2,1 %, татары — 1,3 %, лица других национальностей — 0,4 %.
По итогам переписи населения 2020 года проживали следующие национальности (национальности менее 0,1 % и другое см. в сноске к строке «Другие»):
| Национальность | Численность, чел. | Доля     |
| -------------- | ----------------- | -------- |
| Башкиры        | 17 201            | 97,83 %  |
| Русские        | 264               | 1,50 %   |
| Татары         | 68                | 0,39 %   |
| Другие         | 49                | 0,28 %   |
| Итого          | 17 582            | 100,00 % |

### Языковой состав
Согласно Всероссийской переписи населения 2010 года родными языками населения являлись:
башкирский — 96,4 %, русский — 2,3 %, татарский — 1 %.
Согласно Всероссийской переписи населения 2020 года родными языками населения являлись:
башкирский — 98 %, русский — 1,5 %, татарский — 0,3 %.
Демография
В 2010 году Бурзянский район занял первое место в Республике Башкортостан по естественному приросту населения — 10,9 человек в расчёте на 1000 населения.
Численность населения района составляет 16,7 тыс. чел. (1959 — 10,8; 1970 — 13,8; 1979 — 13,9, 1989 — 14,2; 2002 — 16,8), при этом 31,0 % находится в дотрудоспособном возрасте, а основная часть – в трудоспособном 57,2 %. Все население проживает в сельской местности. На долю мужчин приходится 49,9 %, а женщин 50,1 %. В сельскохозяйственном производстве занято 12,4 % работников. Средняя плотность населения – 3,8 чел/км² (является наименее заселённым районом в республике). Район выделяется высокими показателями естественного прироста.

## Административное деление
В Бурзянский район как административно-территориальную единицу республики входит 12 сельсоветов.
В одноимённый муниципальный район в рамках местного самоуправления входит 12 муниципальных образований со статусом сельского поселения:
| №     | Муниципальное образование      | Административный центр | Количество населённых пунктов | Население (чел.) | Площадь (км²) |
| ----- | ------------------------------ | ---------------------- | ----------------------------- | ---------------- | ------------- |
| 1e-06 | Сельское поселение             |                        |                               |                  |               |
| 1     | Аскаровский сельсовет          | деревня Аскарово       | 3                             | 1245             |               |
| 2     | Атиковский сельсовет           | деревня Атиково        | 1                             | 471              |               |
| 3     | Байгазинский сельсовет         | деревня Байгазино      | 2                             | 755              |               |
| 4     | Байназаровский сельсовет       | деревня Байназарово    | 5                             | 2756             |               |
| 5     | Галиакберовский сельсовет      | деревня Галиакберово   | 2                             | 494              |               |
| 6     | Иргизлинский сельсовет         | деревня Иргизлы        | 3                             | 775              |               |
| 7     | Киекбаевский сельсовет         | деревня Киекбаево      | 4                             | 820              |               |
| 8     | Кипчакский сельсовет           | деревня Абдулмамбетово | 3                             | 1088             |               |
| 9     | Кулганинский сельсовет         | деревня Кулганино      | 2                             | 416              |               |
| 10    | Старомунасиповский сельсовет   | деревня Новомунасипово | 3                             | 1346             |               |
| 11    | Старосубхангуловский сельсовет | село Старосубхангулово | 5                             | 5938             |               |
| 12    | Тимировский сельсовет          | деревня Тимирово       | 1                             | 455              |               |

### Населённые пункты
В районе 34 населённых пункта.

| Старосубхангулово | ↗5245 |
| Байназарово       | ↘1313 |
| Старомунасипово   | ↘635  |
| Абдулмамбетово    | ↘629  |
| Новосубхангулово  | ↘525  |
| Аскарово          | ↘487  |
| Галиакберово      | ↘483  |
| Набиево           | ↘472  |
| Тимирово          | ↗455  |
| Атиково           | ↗471  |
| Яумбаево          | ↘436  |
| Гадельгареево     | ↘435  |

| Кильдигулово   | ↘428 |
| Бретяк         | ↘424 |
| Новомусятово   | ↘421 |
| Новоусманово   | ↘414 |
| Мурадымово     | ↘374 |
| Иргизлы        | ↘366 |
| Байгазино      | ↘360 |
| Исламбаево     | ↘359 |
| Новомунасипово | ↘327 |
| Магадеево      | ↘319 |
| Кутаново       | ↘317 |
| Кургашлы       | ↘307 |

| Киекбаево     | ↘296 |
| Кулганино     | ↘288 |
| Старомусятово | ↘268 |
| Саргая        | ↘146 |
| Максютово     | ↘111 |
| Миндигулово   | ↘85  |
| Малый Кипчак  | ↘57  |
| Верхний Нугуш | ↘56  |
| Ишдавлетово   | ↘29  |
| Акбулатово    | →5   |

## Транспорт
Автомобильная дорога Старосубхангулово — Кага связывает район с автодорогой республиканского значения Стерлитамак — Белорецк — Магнитогорск. От Старосубхангулова открыты сквозные проезды с покрытием из грунта и щебёнки в Баймак, Кананикольское и грунтовая дорога в Мраково, практически непроходимая в весеннее время. Туристам, следующим в Бурзян из европейской части страны, надо быть внимательными, потому что навигационные устройства прокладывают маршрут не через Серменево (недалеко от Белорецка), а через непроезжие, когда-то существовавшие дороги, по которым может пройти только вездеход.

## Социальная сфера
В районе 34 общеобразовательные школы, в том числе 17 средних, школа искусств, профессиональное училище; 23 массовых библиотеки, 20 клубных учреждений, центральная районная и 2 сельских участковых больницы. Издаётся газета на башкирском языке «Тан».

## Люди, связанные с районом
- Габидуллин, Самат Магадеевич — известный поэт, журналист.
- Сулейманов, Ахмет Мухаметвалеевич (родился 15.03.1939 в д. Набиево — умер 21 ноября 2016, в г. Уфе) — башкирский учёный-фольклорист, председатель исполкома Всемирного курултая (конгресса) башкир.
- Юлчурина, Альфия Мурзабулатовна (род. 25 апреля 1960 года) — певица, народная артистка Башкортостана (2010).